# آرثر أوين جنسن
آرثر أوين جنسن (بالإنجليزية: Arthur Owen Jensen)‏ هو ملحن نيوزلندي، ولد في 5 أغسطس 1907، وتوفي في 7 مايو 1997.